# Дол-Амрот
Дол-Амрот (синд. Dol-Amrot — «Пагорб Амрота») — у легендаріумі Дж. Р. Р. Толкіна місто-фортеця правителя краю Белфалас у королівстві Гондор, що стояв на узбережжі однойменної затоки.

## Географія
Місто стояло на мисі, що замикав узбережжя Белфаласу, на південь від гирла річки Мортонд. У місті були розташовані Тіріт-Аеар (Морська фортеця) та замок князів краю. Дол-Амрот був столицею землі Дорн-ен-ерніль, що простягалася узбережжям Гондору від гирла річки Мортонд ло гирла річки Серні.

## Історія
Дол-Амрот населяли нащадки нуменорців, темноволосі й сіроокі (зовнішність характерна для вірних нуменорців, що жили на заході острова, нащадків Дому Беора).
Вони покинули Нуменор до його загибелі і осіли в Белфаласі. У багатьох жителях Дол-Амроту і в час Війни Персня текла чиста нуменорська кров, і серед них зустрічались люди, що не просто знали синдарин, але й використовували її як мову повсякденного спілкування.
Після заснування королівства Гондор у 3320 році Другої Епохи Еленділ пожалував правителям Белфаласу титул князів.
Фортеця була названа в пам'ять про короля Лоріену Амрота — але свою назву вона, ймовірно, отримала після його загибелі у водах затоки Белфалас в 1981 році Третьої Епохи, або була побудована в пізніший час.
За легендою, князі Дол Амроту вели своє походження від Галадрода, сина Імразора та Мітреллас, ельфійської діви з Лоріена. Скоріш за все ці легенди правдиві, оскільки під час Війни за Перстень Леголас визнав у тодішньому князеві Імрагілі нащадка ельфів.
Піддані князів жителі Дорн-ен-Ерніль, не були нащадками нуменорців, але походили від трьох Домів Едайн. При намісниках Гондору князі Дол-Амроту були незалежними правителями Белфаласу. Однак вони завжди залишались вірними намісникам, що ототожнювали давню Корону.
Під час відсутності намісника командування військом і управління Мінас-Тірітом переходило до князя Дол-Амроту Імрагіля.
Загін з Дол-Амроту, що складався з піхоти й кінних лицарів, брав участь битві на Пеленнорських полях і в поході на Чорні Ворота Мордору (Моранон).
Прапор Дол-Амроту описаний у «Володарі Перснів» двічі: золоті знамена з емблемою у вигляді корабля й срібного лебедя (у війська, що входило у Мінас-Тіріт), в іншому місці описано синій прапор з білим кораблем, схожим на лебедя (він розвивався на Цитаделі Мінас-Тіріта, поки Імрагіль правив містом після загибелі Денетора II та видужання Фарамира.
Після відновлення королівської влади князі Дол-Амроту були серед головних радників короля.
У Дол-Амроті були наймайстерніші на весь Гондор арфісти.

## Правителі
1. Галадор — 2004—2129 (прожив 125 років)
2. невідомий — 2060—2203 (прожив 143 роки)
3. невідомий — 2120—2254 (прожив 134 роки)
4. невідомий — 2172—2299 (прожив 127 років)
5. невідомий — 2225—2348 (прожив 123 роки)
6. невідомий — 2274—2400 (прожив 126 років)
7. невідомий — 2324—2458(прожив 125 років)
8. невідомий — 2373—2498(прожив 125 років)
9. невідомий — 2418—2540 (прожив 122 роки)
10. невідомий — 2463—2582 (прожив 119 років)
11. невідомий — 2505—2623 (прожив 118 років)
12. невідомий — 2546—2660 (прожив 114 років)
13. невідомий — 2588—2701 (прожив 113 років)
14. невідомий — 2627—2733 (прожив 106 років)
15. невідомий — 2671—2746 (прожив 75 років), загинув від рук корсарів Умбару
16. невідомий — 2709—2799 (прожив 90 років), убитий у бою
17. невідомий — 2746—2859 (прожив 113 років)
18. невідомий — 2785—2899 (прожив 114 років)
19. Аглахад — 2827—2899 (прожив 105 років)
20. Ангелімір — 2866—2977 (прожив 111 років)
21. Адрагіль — 2917 — 3010 (прожив 93 роки)
22. Імрагіль — 2955 — 35 Ч. Е. (прожив 99 років)
23. Ельфір — 3087 — 57 Ч. Е. (прожив 100 років)
24. Алфрос — 3017 — 95 Ч. Е. (прожив 98 років). Тривалість життя правителів, як і всіх нуменорців, скорочувалася.